# Luisierella barbula
Luisierella barbula là một loài Rêu trong họ Pottiaceae. Loài này được (Schwägr.) Steere mô tả khoa học đầu tiên năm 1945.